# Вуглецева нанопіна
Вуглеце́ва нанопі́на — алотропна модифікація вуглецю, що являє собою мікросітку з нанотрубок і кластерів.

## Структура
Нанопіна складається з вуглецевих кластерів низької щільності, нанизаних на нерегулярну тривимірну сітку з періодом (5,6 ± 0,4) Å. Кожен кластер має діаметр близько 6 нм і містить порядку 12 000 атомів вуглецю, з'єднаних в графітоподібні шари, що мають негативну кривизну, завдяки семикутним включенням в шестикутну структуру. Це протилежно структурі фулеренів, у яких вуглецеві шари мають позитивну кривизну через п'ятикутні включення. Великомасштабна структура вуглецевої нанопіни подібна з аерогелем, але її густина в 100 разів менше густини вуглецевого аерогелю.
Вміст водню — менше 100 млн−1, сукупний вміст інших атомів — менше 500 млн −1 (в тому числі Fe+Ni — менше 110 млн−1).

## Фізичні властивості
Вуглецева піна являє собою дуже легкий порошок чорного кольору. Густина нанопіни — близько 2÷10 мг/см³. Це одна з найлегших твердих речовин (для порівняння густина повітря 1,2÷1,3 мг/см³).
Вуглецева нанопіна має великий питомий опір 10÷30 МОм·м (при кімнатній температурі), який зменшується з нагріванням, тобто вона є напівпровідником. Таким чином електропровідність нанопіни набагато менше, ніж у вуглецевого аерогелю. Це пов'язано з тим, що вуглецева нанопіна має численні неспарені електрони, наявність яких Роде пояснив тим, що в ній містяться атоми вуглецю з трьома зв'язками. Це обумовлює напівпровідникові властивості нанопіни.
Вуглецева нанопена володіє сильними парамагнітними властивостями, а при температурі нижче ~ 92 К (точка Кюрі) стає феромагнетиком з вузькою петлею гістерезису. Поле насичення — 0,42 СГСМ-од/г. Вона має «постійний» магнітний момент відразу після виготовлення, але цей стан зберігається лише протягом двох годин. Це єдина форма вуглецю, яка притягається до магніту при кімнатній температурі.

## Історія відкриття
Вуглецеву нанопіну вперше отримала 1997 року група вчених з Австралії, Греції та Росії, яка працювала в Австралійському Національному університеті в Канберрі під керівництвом Андрія Роде, при дослідженні взаємодії лазерного випромінювання з вуглецем. У досліді використовувався Nd:YAG-лазер із частотою проходження імпульсів 10 кГц.

## Одержання
Вуглецеву нанопіну отримують лазерною абляцією скловуглецю в середовищі аргону при тиску ~ 1÷100 Торр. При цьому вуглець нагрівається до 10 000 °C і застигає у формі нанопіни.

## Застосування
Завдяки дуже маленькій густині (2÷10 мг/см³) і великій площі поверхні (300÷400 м²/г), вуглецева нанопіна може бути використана для зберігання водню в паливних комірках.
Напівпровідникові властивості нанопіни можуть бути використані в електроніці.
Хімічна нейтральність і стійкість нанопіни відкриває широкі можливості її застосування в медицині:
- Магнітні властивості нанопіни дозволяють вводити її в кровотік і відстежувати перебіг крові в найдрібніших капілярах за допомогою магнітно-резонансної томографії;
- Оскільки нанопіна добре поглинає інфрачервоне випромінювання, то ввівши її в пухлину, можна було б знищити останню, опромінюючи інфрачервоним світлом, оскільки нанопіна нагрівалася б набагато сильніше, ніж сусідні, здорові тканини.

## Інтернет-ресурси
- Учёные создали новую форму углерода [Архівовано 24 листопада 2005 у Wayback Machine.] — Membrana.ru
- Crazy carbon nanofoam loves magnets [Архівовано 14 квітня 2014 у Wayback Machine.] — ABC Science Online